# Villalba (Venezuela)
Villalba is een gemeente in de Venezolaanse staat Nueva Esparta. De gemeente telt 8600 inwoners. De hoofdplaats is San Pedro de Coche.
De gemeente omvat het eiland Isla de Coche.